# Marie Karoline Tschiedel

Marie Karoline Tschiedel, Selbstporträt

Marie Karoline Tschiedel (* 18. Oktober 1899 in Wien; † 26. Juli 1980 ebenda) war eine österreichische Fotografin.
Zusammen mit dem Fotografen Franz Xaver Setzer betrieb Marie Karoline Tschiedel in der ersten Hälfte des 20. Jahrhunderts ein renommiertes Fotoatelier in Wien. In einem Zeitraum von rund 70 Jahren entstand dort eine Vielzahl von Porträts berühmter Künstler und bekannter Vertreter des öffentlichen Lebens in Wien. Erhalten sind nicht nur rund 20.000 Negative, sondern auch das historische Atelier mit einem Großteil der Originaleinrichtung.

## Leben
Tschiedel, geboren 1899 in Wien, besuchte von 1915 bis 1918 die Kaiserlich-Königlichen Graphischen Lehr- und Versuchsanstalt in Wien – Abteilung für Photographie und Reproduktionsverfahren. Sie spezialisierte auf Porträtphotographie, Retouche (insbesondere auch Negativretouche) und Kopierverfahren. Im Anschluss arbeitete sie bis 1920 als Operateurin, Retoucherin und Ausgleicherin bei der Österreichischen Photographischen Gesellschaft.
Im April 1920 trat sie als 20-Jährige in die Dienste des Wiener Gesellschaftsfotografen Franz Xaver Setzer und arbeitete fortan in dessen Atelier in Wien-Neubau, Museumstraße 5 als Assistentin. Als der bisherige technische Leiter des Ateliers 1934 aus dem Betrieb ausschied, übernahm sie dessen Stelle. Am 26. November 1935 legte sie ihre Meisterprüfung ab.
Nach dem Tod von Franz Xaver Setzer erwarb sie das Atelier aus dem Nachlass von seinen Erben und führte es nahtlos unter der Bezeichnung „Photoatelier Setzer-Tschiedel“ an der angestammten Adresse weiter.
Da das Haus gegen Kriegsende durch einen Bombentreffer stark beschädigt wurde, war die Arbeit im Atelier nur mehr eingeschränkt möglich.
Die russische und die amerikanische Besatzungsbehörde beschlagnahmten 1945  Atelier und  Archiv, die bis 16. Juni 1946 geschlossen blieben. 1979 beendete sie wegen Krankheit ihre berufliche Tätigkeit.

## Das Atelier Setzer-Tschiedel
Das Photoatelier Franz Xaver Setzer wurde im Jahre 1909 gegründet. Zur Klientel zählten überwiegend Persönlichkeiten aus Politik und Wirtschaft, sowie Schauspieler, Sänger und Komponisten. Seit dem Ableben von Marie Tschiedel wird der Nachlass (etwa 20.000 Negativplatten) als „Photoarchiv Setzer-Tschiedel“ von  Wolfgang Tschiedel am historischen Standort in den Atelierräumen in der Museumstraße weitergeführt.

## Werk
Eine auszugsweise Liste des Gesamtwerkes findet sich in der Biografie Franz Xaver Setzers.